# Simone Cristicchi

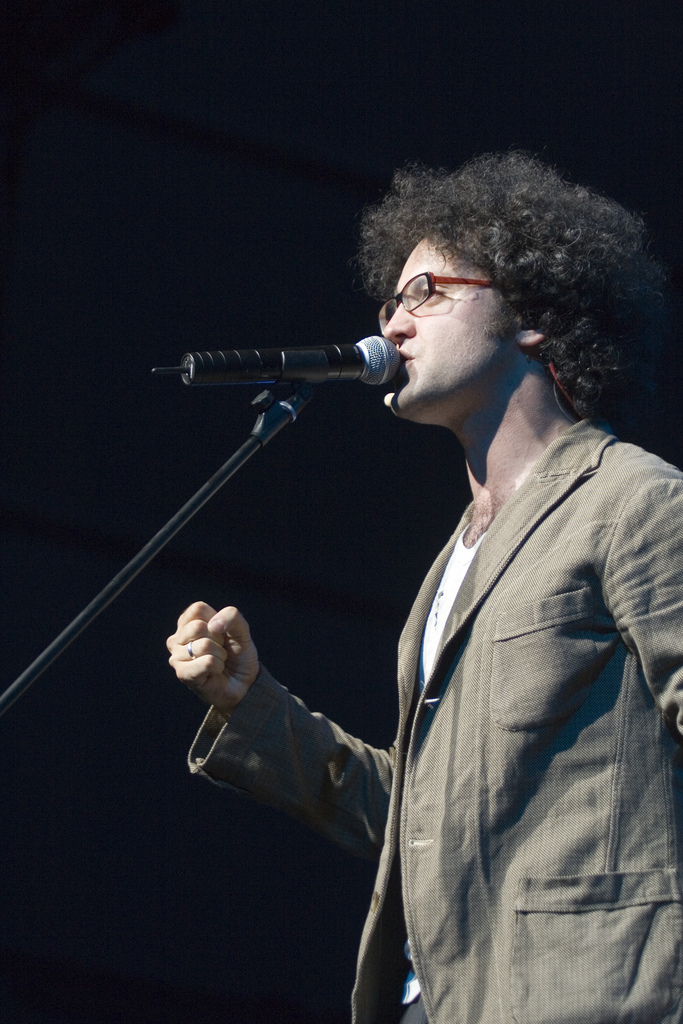
Simone Cristicchi

Simone Cristicchi (Rome, 5 februari 1977) is een Italiaanse zanger.
Cristicchi ontdekt pas op zeventienjarige leeftijd zijn passie voor muziek als hij op zolder een gitaar vindt. Nadat hij eerst een heavymetalband had gevormd ontdekt de zanger het genre singer-songwriter. Amper een jaar later wint hij met het lied L'uomo dei bottoni de belangrijke SIAE-prijs.
In de opvolgende jaren speelt hij met artiesten zoals Max Gazzè en Niccolò Fabi. In 2000 wordt zijn eerste single Elettroshock uitgebracht. In de jaren 2002 en 2003 zendt de zanger nummers in voor het Festival van San Remo, deze nummers kwamen echter niet door de strenge selectieprocedure heen. Met Vorrei cantare come Biagio scoort Cristicchi in 2005 een enorme zomerhit. Later dat jaar komt zijn debuutalbum Fabbricante di canzoni uit, dat ook nog de hits "Studentessa universitaria" en "Senza" voortbrengt.
In 2006 neemt de zanger voor eerst deel aan het Festival van San Remo. Met het nummer "Che bella gente" behaalt hij de tweede plaats in de categorie jongeren. Een jaar later neemt hij wederom deel aan het evenement. Deze keer in de categorie van de gevestigde sterren, de zogenaamde "big". Met het nummer Ti regalerò una rosa wint hij deze categorie. Aansluitend op het festival wordt het album Dall'altra parte del cancello uitgebracht.

## Discografie

### Albums
- 2005 Fabbricante di canzoni
- 2007 Dall'altra parte del cancello

### Singles
- 2000 Elettroshock
- 2005 Vorrei cantare come Biagio
- 2005 Studentessa universitaria
- 2005 Senza
- 2006 Che bella gente
- 2007 Ti regalerò una rosa